# Mare de Déu de l'Esperança de l'Hospital de Prada
La Mare de Déu de l'Hospital és la capella de l'antic hospital de la vila de Prada, a la comarca del Conflent, de la Catalunya del Nord.
Està situada darrere, a llevant, de l'església de Sant Pere de Prada, a l'extrem del carrer de l'hospici, prop de la cantonada amb el carrer de la Bassa.
L'hospital de Prada havia estat creat el 1350, però la seva capella no es construí fins al 1588, per iniciativa de Joana Noguer, burgesa de Prada.